# Liste der Monuments historiques in La Chaize-le-Vicomte
Die Liste der Monuments historiques in La Chaize-le-Vicomte führt die Monuments historiques in der französischen Gemeinde La Chaize-le-Vicomte auf.

## Liste der Bauwerke
| Bezeichnung         | Beschreibung                     | Standort | Kennzeichnung | Schutzstatus | Datum | Bild           |
| ------------------- | -------------------------------- | -------- | ------------- | ------------ | ----- | -------------- |
| Kirche St-Nicolas   | Erbaut im 11./12. Jahrhundert    | (Lage)   | PA00110066    | Classé       | 1908  | weitere Bilder |
| Logis de Saint-Mars | Erbaut Ende des 16. Jahrhunderts | (Lage)   | PA00125656    | Inscrit      | 1993  |                |

## Liste der Objekte
- Monuments historiques (Objekte) in La Chaize-le-Vicomte in der Base Palissy des französischen Kultusministeriums